# 绥拉菲莫维奇 (城镇)
49°35′N 42°44′E / 49.583°N 42.733°E
綏拉菲莫維奇（俄语：Серафимо́вич）是俄羅斯伏爾加格勒州綏拉菲莫維奇區的一個城市。位於州府伏爾加格勒西北160公里的頓河畔。2002年人口17,163人。
1589年建立，原稱。1933年設市並改以作家亞歷山大·綏拉菲莫維奇為名。